# Micha Krämer
Micha Krämer (* 25. Oktober 1970 in Kausen) ist ein deutscher Schriftsteller und Musiker.

## Leben
Micha Krämer lebt mit seiner Familie in Kausen im Westerwald nahe der Stadt Betzdorf. Hier spielen auch seine Krimis. Sein Talent zum Schreiben entdeckte der gelernte Elektroniker, als er begann Geschichten für seine beiden Kinder zu verfassen. 2009 erschien das erste Kinderbuch „Willi und das Grab des Drachentöters“, das ein Überraschungserfolg wurde. In der Geschichte wird die Nibelungensage kindgerecht aufgearbeitet. Es folgten zwei weitere Kinderbücher, ebenfalls aus der Reihe rund um den Protagonisten Willi Sauerbach: „Willi und das verborgene Volk“ und „Willi und das Geheimnis der Ostseepiraten“.
2010 erschien Krämers erstes Buch für Erwachsene. „Keltenring“ ist die Geschichte einer Zeitreise ins Jahr 1944. Im Herbst 2011 wurde Krämers erster Krimi rund um die Kommissarin Nina Moretti veröffentlicht. Krämer, der auch Musiker ist, erweitert seine Lesungen mit Gitarrenmusik.

## Werke

### Kinderbücher
- Willi und das Grab des Drachentöters. Amadeusmedien, Betzdorf 2009, ISBN 978-3-942256-05-6.
- Willi und das verborgene Volk. Books on Demand, Norderstedt 2009, ISBN 978-3-8391-0858-1.
- Willi und das Geheimnis der Ostseepiraten. Amadeusmedien, Betzdorf 2011, ISBN 978-3-942256-02-5.

### Jugendkrimi
- Über deinen Höhen. Niemeyer, Hameln 2013, ISBN 978-3-8271-9571-5.

### Krimis

#### Ostfrieslandkrimis
- Sand im Schuh. Niemeyer 2016, ISBN 978-3-8271-9527-2.
- Mordsfang. Niemeyer 2017, ISBN 978-3-8271-9529-6.
- Sand in der Kimme. Niemeyer 2018, ISBN 978-3-8271-9530-2.
- Mordsbrandung. Niemeyer 2019, ISBN 978-3-8271-9496-1.
- Sand in den Wunden. Niemeyer 2020, ISBN 978-3-8271-9546-3.
- Sand im Dekolleté. Niemeyer 2021, ISBN 978-3-8271-9584-5.
- Mordskutter. Niemeyer 2022, ISBN 978-3-8271-9378-0.
- Sommer, Sand und Campingterror. Niemeyer 2023, ISBN 978-3-8271-9347-6.
- Mordsknall. Niemeyer, Hameln 2024, ISBN 978-3-8271-9323-0.
- Mordsbrise. Niemeyer, Hameln 2025, ISBN 978-3-8271-9283-7.

#### Westerwaldkrimis
Krimireihe mit Kommissarin Nina Moretti
- Tod im Lokschuppen. Amadeusmedien, Betzdorf 2011, ISBN 978-3-942256-04-9.
- Krähenblut. Niemeyer, Hameln 2013, ISBN 978-3-8271-9521-0.
- Tod im Elefantenklo. Niemeyer, Hameln 2013, ISBN 978-3-8271-9520-3.
- el toro. Niemeyer, Hameln 2013, ISBN 978-3-8271-9523-4.
- GEMA TOD. Niemeyer, Hameln 2014, ISBN 978-3-8271-9524-1.
- Romeo. Niemeyer, Hameln 2014, ISBN 978-3-8271-9525-8.
- Tod in Rot. Niemeyer, Hameln 2015, ISBN 978-3-8271-9526-5.
- Teufelsfeuer. Niemeyer, Hameln 2016, ISBN 978-3-8271-9528-9.
- IN IDEM. Niemeyer, Hameln 2017, ISBN 978-3-8271-9473-2.
- Druidenwahn. Niemeyer, Hameln 2019, ISBN 978-3-8271-9504-3.
- Das Unrecht des Stärkeren. Hameln 2020, ISBN 978-3-8271-9573-9.
- 666 – Der Tod des Hexers. Hameln 2021, ISBN 978-3-8271-9395-7.
- Totensilber. Hameln 2022, ISBN 978-3-8271-9365-0.
- Heimlich Still und Leiche. Niemeyer, Hameln 2023, ISBN 978-3-8271-9338-4.
- Der Tod der Bienenkönigin. Niemeyer, Hameln 2024, ISBN 978-3-8271-9293-6.

### Romane
- Keltenring. Amadeusmedien, Betzdorf 2010, ISBN 978-3-942256-06-3.